# Roel Goffin
Roel Goffin (Bilzen, 28 december 1987) is een Belgische voetballer.

## Carrière
| Seizoen | Club           | Land             | Competitie     | Wedstrijden | Doelpunten |
| ------- | -------------- | ---------------- | -------------- | ----------- | ---------- |
| 2006/07 | MVV            | Nederland        | Eerste divisie | 5           | 0          |
| 2007/08 | MVV            | Nederland        | Eerste divisie | 0           | 0          |
| Totaal  | Bijgewerkt tot | 27 augustus 2008 |                | 5           | 0          |